# Messaging Application Programming Interface
Messaging Application Programming Interface（MAPI）は、Microsoft Windows の API に基づくメッセージングアーキテクチャであり Component Object Model である。クライアントプログラムは、MAPIを呼び出すことで特定のメッセージングサーバにアクセスし、メッセージング機能を実現することができる。MAPI は Microsoft Outlook が Microsoft Exchange Server との通信に使う独自通信プロトコル MAPI/RPC と密接に関連している。

## 概要
Extended MAPI は全機能を提供するが、Simple MAPI はそのサブセットである。これにより、メッセージの生成・管理、メールボックスの管理などが可能となる。Simple MAPI は Outlook Express/Windows Mail の一部として Microsoft Windows に含まれているが、Extended MAPI は Microsoft Outlook および Microsoft Exchange Server の一部となっている。
Extended MAPI、Simple MAPI に加えて、Common Messaging Calls (CMC) API インタフェースやオブジェクトベースの CDO Library インタフェースを使うこともできる。これらは Extended MAPI に比べて扱いやすく単純である（Simple MAPI と CMC は Exchange 2003 で削除された）。
MAPI はマイクロソフトが設計した。MS Mail 開発チームが結成されたのは1987年だが、メッセージング製品は1991年に Consumers Coftware Inc を買収して同社の Network Courier を獲得したのが最初である。これを修正して MS PC Mail (Microsoft Mail for PC Networking) として販売した。MS PC Mail の基本APIは MAPI version 0 (MAPI0) と呼ばれていた。MAPI の機能は X.400 XAPIA 規格に緩やかに準拠している。
MAPI にはメール転送エージェントやディレクトリ・サービスへのアクセス機能も含まれている。

## サービスプロバイダ・インタフェース
Extended MAPI インタフェースは、Outlook のようなクライアントアプリケーションがメッセージベースのサービスにアクセスするのにも使われる。例えば、マイクロソフト以外の電子メールサーバ製品にも「MAPIサービスプロバイダ」を名のり Outlook によるアクセスを可能とした製品がある。例えば、Zimbra、HP OpenMail、IBM Lotus Notes、Zarafa、Bynari などがある。
MAPI0にも一種のサービスプロバイダ・インタフェースがあった。マイクロソフトはこれを社内でXENIXベースの電子メールシステムに MS Mail がアクセスするのに使っていた。
Extended MAPI は Outlook の主要な電子メールデータアクセス方法であり、Microsoft Exchange Server には Outlook に同梱されている MAPI サービスプロバイダ経由でアクセスする。

## MAPI/RPC プロトコルの詳細
マイクロソフトは最近になって、MAPI/RPC プロトコルの完全な詳細を公開した。
「MAPI プロトコル」は MAPI/RPC の別名である。時には、"Exchange RPC" とか "Outlook-Exchange Transport Protocol" とも呼ばれている。